# Diesseits vom Paradies

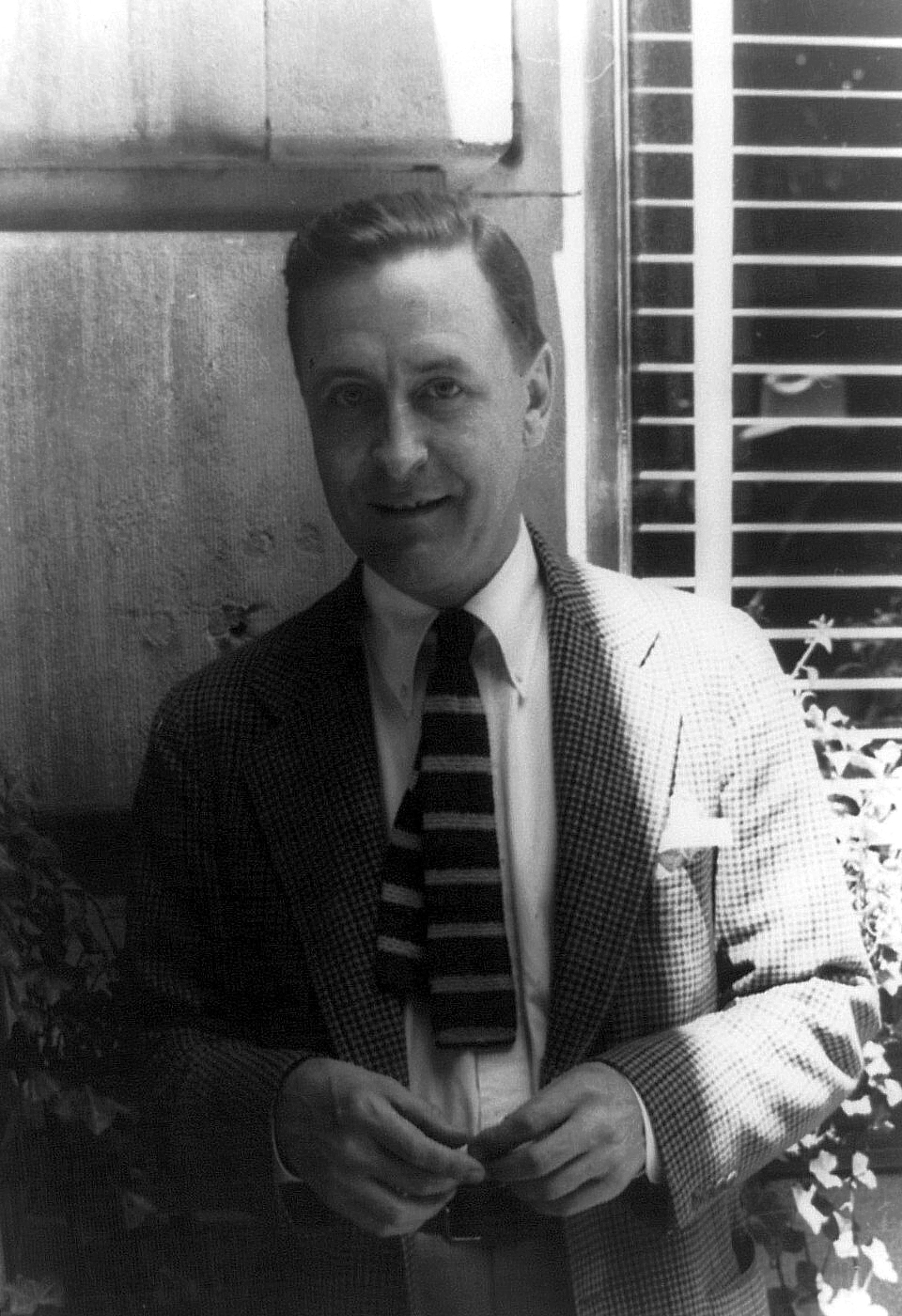
F. Scott Fitzgerald, Fotografie von Carl van Vechten, 1937

Diesseits vom Paradies (engl. This Side of Paradise) ist der erste Roman, den der US-amerikanische Schriftsteller F. Scott Fitzgerald veröffentlichte. Er erschien am 26. März 1920 beim Verlag Scribner’s. Fitzgerald war zu diesem Zeitpunkt 23 Jahre alt, der Erfolg des Romans machte ihn in kurzer Zeit berühmt.
Der Titel des Romans stammt aus dem Gedicht Tiare Tahiti des Engländers Rupert Brooke, der mehrfach im Buch erwähnt wird. Das Buch beschreibt am Beispiel des Princeton-Studenten Amory Blaine das Leben und die Moralvorstellungen der Mittzwanziger in der Zeit um den Ersten Weltkrieg.

## Entstehungsgeschichte
Fitzgerald stammte aus einer verhältnismäßig wohlhabenden Familie. Der Vater hatte jedoch zunächst seine Fabrik aufgeben müssen, hatte dann als Großhandelskaufmann bei Procter & Gamble gearbeitet und 1908 als 55-Jähriger diese Stelle verloren. Die Familie lebte von da an von dem Einkommen, das das Vermögen der Mutter abwarf. Dieses Einkommen war hinreichend hoch, um ihnen den komfortablen Lebensstil von Angehörigen der oberen Mittelschicht zu ermöglichen. Sie lebten in St. Paul, Minnesota in einem Stadtteil, der vor allem von sehr wohlhabenden Familien bewohnt wurde. Fitzgerald war daher sowohl mit dem Lebensstil dieser Personen vertraut als auch mit der Situation, an deren komfortablen Leben nicht teilhaben zu können.
Fitzgerald studierte in Princeton, war dort aber wie zuvor in seiner Schulkarriere akademisch nicht erfolgreich. Wie bereits während seiner Schuljahre schrieb er an Kurzgeschichten, Stücken, Sketchen und Gedichten. Vor dem möglichen Abschluss oder dem auch möglichen Scheitern des Studiums meldete er sich im Mai 1917 – und damit kurz nach Eintritt der Vereinigten Staaten in den Ersten Weltkrieg – beim Militär und wurde als Unterleutnant angenommen. Seine militärische Laufbahn führte dazu, dass er nie an die Kriegsschauplätze in Europa entsendet wurde. Er tat Dienst an verschiedenen Militärstandorten in den USA. Während seiner Stationierung in Montgomery, Alabama lernte er im Juli 1918 die im Jahre 1900 geborene Zelda Sayre kennen. Fitzgerald war sofort in Zelda Sayre verliebt, strittig ist unter den Biografen Fitzgeralds, ob Zelda Sayre für ihren späteren Mann von Beginn an ähnlich intensive Gefühle empfand. Bereits im November 1918 wollte er Zelda heiraten. Da es zu dem Zeitpunkt jedoch zweifelhaft war, ob Fitzgerald in der Lage wäre, ausreichend Geld für eine angemessene Lebensführung zu verdienen, lehnte Zelda Sayre eine Ehe mit ihm zunächst ab. Fitzgerald begann daraufhin bei der New Yorker Werbeagentur Barron Collier zu arbeiten und schrieb abends an Kurzgeschichten, Drehbüchern, Sketchen und Gedichten, von denen er hoffte, dass ihr Verkauf ihm Anerkennung und Geld einbringe. Es gelang ihm lediglich, für ein Honorar von 30 USD die Kurzgeschichte Babes in the Wood beim Magazin The Smart Set zu platzieren. 122 ablehnende Briefe hatte er dagegen wie einen Fries in seinem Zimmer aufgehängt. Im Juni 1919 beendete Zelda Sayre die Verlobung mit Fitzgerald, im Juli gab er seine Stelle bei Barron Collier auf, kehrte nach St. Paul zurück, um im Haus seiner Eltern einen Romanentwurf zu überarbeiten, an dem er seit 1917 arbeitete. Dieser Romanentwurf trug den Namen The Romantic Egotist.

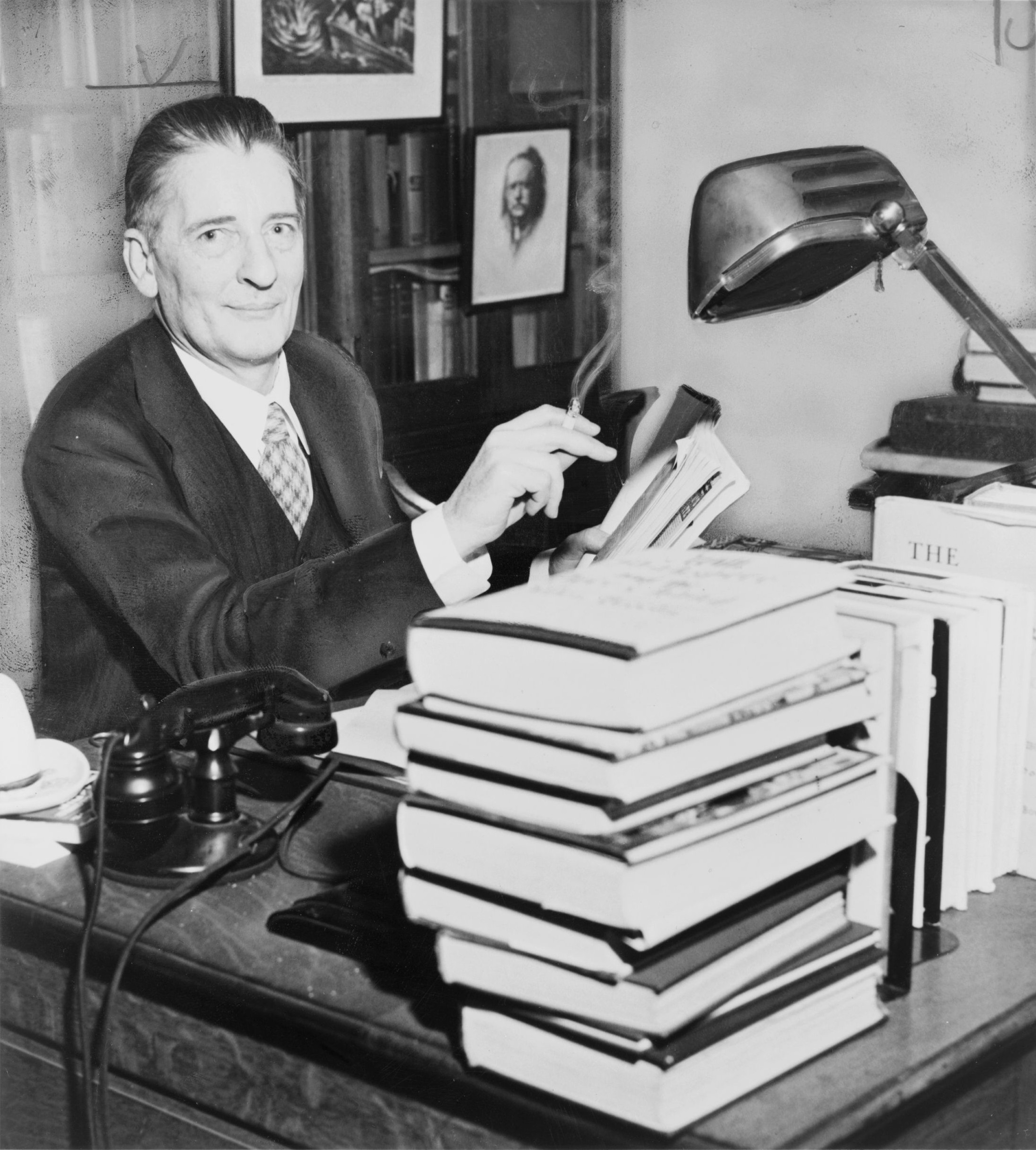
Maxwell Perkins, der Lektor, der beim Verlag Scribners Fitzgerald betreute

Der Verlag Scribner’s hatte Interesse an Fitzgeralds frühen Romanmanuskript The Romantic Egotist bekundet, aber sowohl den ersten Entwurf im August 1918 als auch die überarbeitete Fassung im Oktober 1918 abgelehnt. Die dritte Fassung, deren Titel Fitzgerald in This Side of Paradise (Diesseits vom Paradies) änderte, wurde im September 1919 vom Lektor Maxwell Perkins letztlich für Scribner’s angenommen.
Die Notwendigkeit, Zelda Sayre von seinen literarischen Fähigkeiten zu überzeugen, hatte Fitzgerald zu einer sehr hastigen Arbeit an dem Roman gezwungen. Die unkonventionelle Mischung verschiedener literarischer Genres, die den Roman kennzeichnen, entstand dabei fast zufällig:

„Er war irgendwie entschlossen in diesem Manuscript alle seinen guten Arbeiten zu vereinen – und auch einige von den weniger guten –, die er aus seinen Lehrjahren zur Verfügung hatte. Er nähte und spleißte daher hemmungslos zusammen. Die Gedichte, die in dem Roman immer wieder auftauchen, stammten nahezu alle aus seinen Jahren in Princeton und die Abschnitte in der Dialogform eines Theaterstückes stammten aus dem Entwurf eines Stückes, das auf seinem Schreibtisch herumlag. Einige Abschnitte begannen ihr Leben als Kurzgeschichte und wurden jetzt als Romankapitel oder Unterkapitel recycelt.“

Fitzgeralds Strategie ging auf. Er hatte seit Annahme des Romans durch Scribner’s wieder begonnen, Zelda Sayre zu besuchen. Im Januar 1920 verlobten sie sich erneut und im April 1920, nur eine Woche nach der Veröffentlichung von Diesseits im Paradies heirateten Zelda und Scott Fitzgerald in New York City.

## Veröffentlichung
This Side of Paradise wurde am 26. März 1920 veröffentlicht. Die Erstauflage betrug 3000 Stück und war innerhalb von drei Tagen ausverkauft. Diesseits vom Paradies wurde von der Literaturkritik sehr gut besprochen. My, How that boy can write! (übersetzt: Mein Gott, wie kann der Junge schreiben! ) schrieb einer der Kritiker. Den Verkaufserfolg bezeichnet Fitzgeralds Biograf Scott Donaldson als nach jedem Maßstab bemerkenswert. Abweichend davon bezeichnet James L. W. West die letztlich verkaufte Stückzahl von 48.000 Exemplaren als für diese Zeit nicht außerordentlich hoch. Er hält die Zahl lediglich bemerkenswert für einen Erstlingsroman. Das Porträt der jungen Generation nach dem Ende des Ersten Weltkrieges und insbesondere des Flappers und ihrer emanzipierten Lebensweise machten den erst 23-jährigen Fitzgerald über Nacht berühmt.

## Handlung
- Erstes Buch: Der romantische Egoist – Amory Blaine, ein junger Mann aus dem Mittleren Westen ist davon überzeugt, dass ihm eine außergewöhnlich glückliche Zukunft bevorstehe. Er stammt aus wohlhabender Familie und kann damit rechnen, dass er eines Tages über den Reichtum der Blaines verfügen wird. Er besucht zunächst ein Internat und später die Princeton University. Sein Vater ist verstorben, seine Mutter Beatrice ist exzentrisch. Während einer Rückkehr nach Minneapolis begegnet er Isabelle Borgé wieder, einer jungen Frau, die er seit seiner Kindheit kennt und geht eine flüchtige Beziehung mit ihr ein. Er ist jedoch innerhalb weniger Tage von ihr desillusioniert und kehrt nach Princeton zurück. Nach dem Bruch mit ihr wird er als Soldat nach Europa entsendet.

- Zweites Buch: Die Ausbildung des Charakters – Nach Kriegsende kehrt Amory Blaine in die USA zurück und verliebt sich in eine New Yorker Debütantin. Blaine ist jedoch mittlerweile verarmt. Seine Mutter verwaltete das Familienvermögen schlecht und vererbte die Hälfte des Vermögens der Katholischen Kirche. In gleichem Maße wie Amory Blaines finanzielle Aussichten sich schmälern, verliert er auch seine jugendlichen Illusionen. Rosalind Connage, die New Yorker Debütantin, in die er sich verliebt hat, entscheidet sich, statt seiner einen wohlhabenden Mann zu heiraten. Auch sein Mentor und Freund, Monsignor Darcy stirbt. In der finalen Episode des Romans ist es nur sein Selbst, auf das er bauen kann.

## Figuren

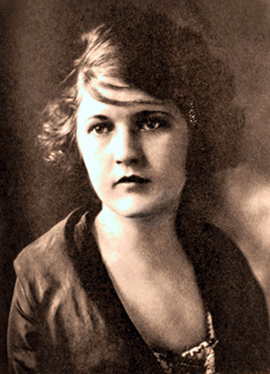
Zelda Sayre im Jahre 1919, Fitzgeralds Ehefrau war Vorbild für Rosalind Connage.

Wie alle Romane Fitzgeralds weist auch sein Erstlingswerk viele Parallelen zu seinem Leben auf.
- Amory Blaine – in der wichtigsten Figur des Romans beschreibt sich Fitzgerald selbst. Wie Fitzgerald stammt der Protagonist aus dem Mittleren Westen und besucht die Princeton University. Das Scheitern von Beziehungen auf Grund unterschiedlicher Vermögenssituation war Fitzgerald gleichfalls vertraut. Beginnend im Dezember 1914 begann Fitzgerald eine Beziehung zu Ginevra King, einer jungen, wohlhabenden Frau aus St. Pauls oberer Gesellschaftsschicht. Die Beziehung endete im Januar 1917. Dieses Ende war für Fitzgerald auch Beleg für seine intuitives Gefühl, dass es soziale und finanzielle Barrieren gab, die verhinderten, dass arme Jungen reiche Mädchen heirateten.[11]
- Beatrice Blaine – Armory Blaines Mutter weist Züge der Mutter eines Freundes auf. Sie ist exzentrisch und verschwendet das Familienvermögen.
- Isabelle Borgé – Amory Blaines erste Liebe basiert auf Ginevra King, mit der Fitzgerald von Dezember 1914 bis Januar 1917 liiert war.
- Monsignor Darcy – Blaines Mentor und Freund basiert auf dem katholischen Geistlichen Cyril Sigourney Webster Fay. Fitzgerald hatte diesen während seiner Internatszeit auf dem renommierten katholischen Internat Newman School in Hackensack, New Jersey zu senden. Er fand wenig sozialen Anschluss auf dieser Schule, freundete sich jedoch mit diesem Geistlichen an.[11]
- Rosalind Connage – Amorys Blaines zweite Liebe weist sowohl Züge von Zelda Sayre als auch der Figur Beatrice Normandy in H.G. Wells’ Roman Tono-Bungay.
- Cecilia Connage – Rosalinds zynische Schwester
- Thomas Parke D'Invilliers – Er ist einer von Blaines engsten Freunden. D’Invilliers taucht in Fitzgeralds dritten Roman The Great Gatsby als (fiktiver) Autor des Gedichts auf, mit dem der Roman beginnt. D’Invilliers basiert auf Fitzgeralds Freund und Studienkollege John Peale Bishop.

## Stil und Themen
Die unkonventionelle Verwendung unterschiedlicher literarischer Genres, die das Ergebnis von Fitzgeralds hastiger Überarbeitung seines Romanmanuskripts war, wurde von den Kritikern sowohl gelobt als auch kritisiert. James L. W. West weist auch darauf hin, dass in Folge der spezifischen Entstehungsgeschichte dieses Romans die Qualität des Schreibstils stark variiert. Er sei teils wortgewandt, dann wieder im Ton einer Beichte, mal raffiniert und dann wieder unausgegoren, manchmal von fesselnder Schönheit und dann wieder enttäuschend flach. Gleichzeitig ist This Side of Paradise voller Elan und Energie, der Fitzgeralds sorgfältiger geschriebenen Roman The Beautiful and Damned fehlt. Fitzgeralds Erstling weist außerdem bereits alle die Charaktere auf, die sich in seinen anderen Arbeiten finden, und gleichzeitig stellt er die Moralfragen auf, die auch sein anderes Werk dominieren.
Eines der Themen des Romans ist die Frage nach dem Sinn des Lebens. Dieses Thema wiederholt sich auch in späteren Arbeiten Fitzgeralds. Fitzgerald begriff, dass in der US-amerikanischen Kultur ein Erwartungsdruck bestand, der eine Person von ihrer wahren Berufung weglenkte und ihn zwang, stattdessen nach sozialem Status und Geld zu streben. Seine Charakter sind daher einem Dilemma ausgesetzt: Welchen Wert spielt es, eine Position in der Gesellschaft zu haben?

## Intertextuelle Bezüge
Während seines Besuchs in Maryland wird es Amory Blaine zur Gewohnheit, auf seinen Wanderungen durch die Landschaft Edgar Allan Poes Gedicht Ulalume zu rezitieren. Dabei begegnet er Eleanor Savage, deren Name eine Anspielung auf Poes Erzählung Eleonora enthält. Während eines Gewittersturms bietet Eleonor ihm bei einer erneuten Rezitation des Gedichts an, die Rolle der Psyche aus dieser Ballade Poes zu spielen. Das gemeinsame Interesse an Literatur verbindet die beiden und führt zu einer Liebesbeziehung während dieses Sommers.

## Ausgaben
- F. Scott Fitzgerald: This side of paradise. Alma Classics, Richmond 2012, ISBN 978-1-84749-222-7 (EA New York 1920).
  - englisches Hörbuch: This side of paradise. Brillance Audio, Grand Haven 1006, ISBN 1-4223-1088-4 (8 CDs, gelesen von Dick Hill)
  - deutsch: Diesseits vom Paradies. Diogenes, Zürich 2006, ISBN 978-3-257-06517-6.
  - deutsches Hörbuch: Diesseits vom Paradies. Diogenes, Zürich 2015, ISBN 978-3-257-80350-1 (7 CDs, gelesen von Burghart Klaußner)